# Carl Offterdinger
Carl Offterdinger (né le 8 janvier 1829 à Stuttgart et mort le 12 janvier 1889 dans la même ville) est un illustrateur allemand.

## Illustration de livres

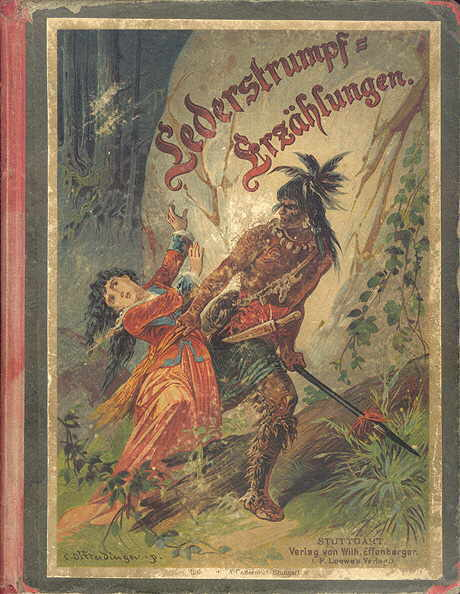
Couverture de Bas de cuir de James Fenimore Cooper.

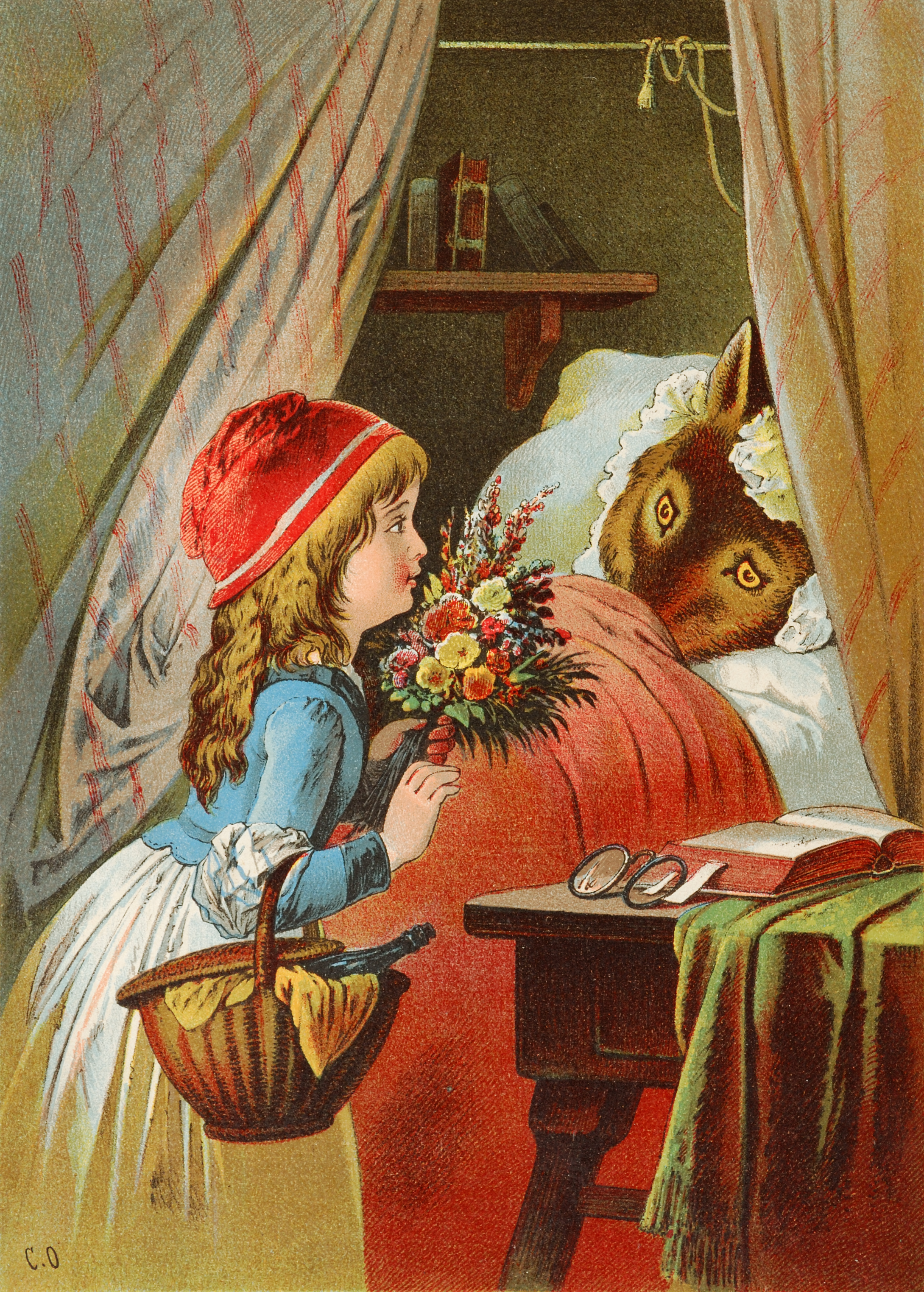
Illustration du Petit chaperon rouge.

Carl Offterdinger, qui fut l'élève d'Heinrich von Rustige, illustre dans la seconde moitié du XIXe siècle de très nombreux livres pour enfants, contes, romans d'aventure et images d'Épinal,. Il est particulièrement connu pour ses tableaux et illustrations d'œuvres majeures de la littérature comme Der Nussknacker de E.T.A. Hoffmann, Till Eulenspiegel, Robinson Crusoé ou Les Voyages de Gulliver. En 1874, il illustre aussi l'édition originale de la nouvelle de Theodor Storm : Pole Poppenspäler (de) dans la revue Deutsche Jugend.

## Œuvres
Carl Offterdinger a contribué à illustrer les livres suivants :
- Christian Friedrich August Kolb: Stuttgarter Bilderbuch. Zum Anschauungsunterricht für Kinder von 3 - 8 Jahren. avec des illustrations de C. Offterdinger, H. Leutemann et C. Kolb, Stuttgart, Thienemann, édition Leipzig, Leipzig 1985
- J. H. Campe: Robinson. Ein Lesebuch für Kinder von Joachim Heinrich Campe. Avec 6 larges illustrations en couleur de C. Offterdinger et 23 illustrations dans le texte de W. Zweigle. - 17e édition.- Stuttgart: Édité par Wilhelm Effenberger 1898
- Mein erstes Märchenbuch. Eine Sammlung echter Kindermärchen für die ganz Kleinen. Avec 24 illustrations en couleur très fines de Prof. C. Offterdinger et H. Leutemann. Septième édition. Édité par Wilhelm Effenberger (F. Loewes Verlag), Stuttgart. Imprimé par R. Hofbuchdruckerei zu Gutenberg (Carl Grüninger), Stuttgart. Paru à la fin du XIXe siècle  Couverture et  Reliure.
- Gustav Nieritz: Gustav Wasa. - Die Türken vor Wien. - Eine freie Seele. Drei Jugend-Erzählungen, Neue Ausg. Düsseldorf, Bagel 1884,. 319 pages avec 3 chromolithographies de Carl Offterdinger